# 阿茲祖哈斯尼阿旺
莫哈末·阿茲祖·哈斯尼·阿旺（Mohammad Azizulhasni bin Awang，1988年1月5日—）是馬來西亞场地自行車運動員也是大马首位在世界自行車錦標賽獲得金牌的選手。曾當選2008年北京奧運會開幕禮馬來西亞代表團旗手。他也是2009年及2010年馬來西亞最佳運動員。
2016年巴西里約奧運場地自行車車男子競輪賽中獲得銅牌。2020年东京奥运会場地自行車車男子競輪賽中获得银牌。

## 背景
阿茲祖出生在馬來西亞登嘉樓州龍運，在九個兄弟姐妹中排名第八。由於他小六檢定考試考獲4A1B的佳績，父親贈送他一輛二手自行車，也間接開啟了他的職業車手之路。

## 生涯
阿茲祖生涯最高的榮譽是分別獲得2009年世界自行車男子爭先賽和2010年世界自行車男子競輪賽銀牌。他也晉級2012年倫敦奧運會場地自行車男子競輪賽決賽，並取得第六名的成績。是繼伍安臨以後，馬來西亞第二位成功闖入該項比賽決賽的選手。2016年里約奧運會場地自行車男子競輪賽中，阿茲祖也晉級了決賽並獲得了銅牌。隨後，他在2020年東京奧運會場地自由車男子競輪賽中為馬來西亞摘下一枚銀牌。2024年巴黎奧運會為阿兹祖奧運生涯的最後一戰，然而在場地自由車男子競輪首圈賽中，他因失誤超越領航車，被判越位而遭取消資格（DSQ），最終無緣連續三届奪牌。
他在2011年初世界杯系列賽曼徹斯特站遭遇可怕的車禍，並嚴重傷及小腿，但他在受傷的情況下依然以第三名的成績完成比賽。

## 主要成績
2007年
亞洲自行車錦標賽男子競輪賽 金牌
2008年
亞洲自行車錦標賽男子競輪賽 金牌
亞洲自行車錦標賽男子個人爭先賽 金牌
亞洲自行車錦標賽男子團體爭先賽 銀牌
08-09國際自盟場地自行車世界杯系列赛澳洲墨爾本站，男子競輪賽 第一名
2009年
世界自行車錦標賽男子個人爭先賽 銀牌
亞洲自行車錦標賽男子個人爭先賽 金牌
亞洲自行車錦標賽男子團體爭先賽 金牌
08-09國際自盟場地自行車世界杯系列赛綜合排名，男子競輪賽 第一名
08-09國際自盟場地自行車世界杯系列赛中國北京站,男子競輪賽 第一名
09-10國際自盟場地自行車世界杯系列赛澳洲墨爾本站，男子競輪賽 第二名
2010年
世界自行車錦標賽男子競輪賽 銀牌
新德里共和聯邦運動會男子场地自行車團體爭先賽 銅牌
廣州亞運會男子场地自行車競輪賽 金牌
09-10國際自盟場地自行車世界杯系列赛綜合排名,男子競輪賽 第一名
09-10國際自盟場地自行車世界杯系列赛中國北京站,男子競輪賽 第一名
10-11國際自盟場地自行車世界杯系列赛哥倫比亞卡里站，男子競輪賽 第一名
2011年
亞洲自行車錦標賽男子競輪賽 銅牌
亞洲自行車錦標賽男子個人爭先賽 銅牌
10-11國際自盟場地自行車世界杯系列赛綜合排名，男子競輪賽 第一名
10-11國際自盟場地自行車世界杯系列赛中國北京站，男子競輪賽 第五名
10-11國際自盟場地自行車世界杯系列赛英國曼徹斯特站，男子競輪賽 第三名
11-12國際自盟場地自行車世界杯系列赛哥倫比亞卡里站，男子競輪賽 第五名
11-12國際自盟場地自行車世界杯系列赛哥倫比亞卡里站，男子個人爭先賽 第五名
2012年
倫敦奧運會場地自行車男子競輪賽 第六名
亞洲自行車錦標賽男子競輪賽 銀牌
亞洲自行車錦標賽男子個人爭先賽 銀牌
2016年
里約奧運場地自行車男子 競輪賽 銅牌
2017年
世界場地自由車錦標賽 競輪賽 金牌
2021年
東京奧運場地自行車男子 競輪賽 銀牌

## 個人榮譽
- 2009年馬來西亞全國最佳男運動員
- 2010年馬來西亞全國最佳男運動員
- 2021東京奧運會前夕，被馬來西亞皇室冊封“拿督”頭銜

## 外部連結
- 官方网站

| 奥林匹克运动会              | 奥林匹克运动会                 | 奥林匹克运动会  |
| --------------------------- | ------------------------------ | --------------- |
| 前任： 布賴恩·尼克松·洛馬斯 | 马来西亚開幕掌旗官 · 北京 2008 | 繼任： 潘德莉拉 |